# Merenberg
Merenberg è un comune tedesco di 3 219 abitanti situato nel land dell'Assia.